# CONCACAF Nations League 2022-2023 - Lega C

## Gruppo A

### Classifica
| Squadra                 | Pt | G | V | N | P | GF | GS | DG  |
| ----------------------- | -- | - | - | - | - | -- | -- | --- |
| Sint Maarten            | 11 | 6 | 3 | 2 | 1 | 19 | 9  | +10 |
| Bonaire                 | 10 | 6 | 3 | 1 | 2 | 12 | 11 | +1  |
| Turks e Caicos          | 9  | 6 | 3 | 0 | 3 | 10 | 16 | -6  |
| Isole Vergini Americane | 3  | 6 | 1 | 1 | 4 | 5  | 10 | -5  |

### Risultati
| Arbitro: | Oshane Nation |

|               |           |         |
| Gerritsen 83’ | Marcatori | 8’ Mack |

| Arbitro: | Ken Pennyfeather |

|               |           |                                  |
| Shand Jr. 86’ | Marcatori | 5’, 16’, 80’ Cicilia 57’ Libania |

| Arbitro: | Ricangel de Leça |

|                      |           |                               |
| Libania 9’ Hoeve 18’ | Marcatori | 27’ Kerssies 32’ (aut.) Hoeve |

| Arbitro: | Natalie Simon |

|                                        |           |                               |
| Browne 19’ Mills 77’ Mack 90+6’ (rig.) | Marcatori | 45+3’ Paul 56’ (aut.) Farrell |

| Arbitro: | Marcos de Oliveira |

|  |           |                        |
|  | Marcatori | 81’ Cicilia 84’ Isenia |

| Arbitro: | Óscar Macías |

|                                                                          |           |                   |
| Lake 2’, 18’, 44’, 65’ Hughes 14’, 63’ Gerritsen 68’ (rig.) Jacobs 90+4’ | Marcatori | 37’, 45+3’ Forbes |

| Arbitro: | Katia García |

|                             |           |  |
| Cicilia 4’ Sonnenschein 33’ | Marcatori |  |

| Arbitro: | Myriam Marcotte |

|               |           |  |
| Paul 48’, 70’ | Marcatori |  |

| Arbitro: | Christopher Mason |

|             |           |  |
| Beljour 69’ | Marcatori |  |

| Arbitro: | Nima Saghafi |

|                                                                       |           |             |
| Michiel 5’ (aut.) Lake 9’, 55’, 84’ (rig.) Amatkarijo 46’ Illidge 62’ | Marcatori | 69’ Montero |

| Arbitro: | Reginald Gumbs |

|             |           |                  |
| Kendall 76’ | Marcatori | 58’ Lake 86’ Cox |

| Arbitro: | Kwinsi Williams |

|            |           |                 |
| Montero 2’ | Marcatori | 18’, 40’ Forbes |

## Gruppo B

### Classifica
| Squadra             | Pt | G | V | N | P | GF | GS | DG |
| ------------------- | -- | - | - | - | - | -- | -- | -- |
| Saint Kitts e Nevis | 10 | 4 | 3 | 1 | 0 | 9  | 4  | +5 |
| Aruba               | 4  | 4 | 1 | 1 | 2 | 5  | 5  | 0  |
| Saint-Martin        | 2  | 4 | 0 | 2 | 2 | 2  | 7  | -5 |

### Risultati
| The Valley 3 giugno 2022, ore 16:00 UTC-4 | Saint-Martin       | 0 – 0 referto | Aruba | Raymond E. Guishard Technical Centre\| Arbitro: \| Trevester Richards \| |
| Arbitro:                                  | Trevester Richards |               |       |                                                                          |

| Arbitro: | Steffon Dewar |

|                                 |           |  |
| Groothusen 25’, 35’ Maria 45+2’ | Marcatori |  |

| Arbitro: | Daneon Parchment |

|                                    |           |                                         |
| Breinburg 55’ (rig.) Jiménez 90+5’ | Marcatori | 6’ Bertie 32’ Sterling-James 83’ Nelson |

| Arbitro: | Jaime Herrera |

|              |           |          |
| Clarke 90+2’ | Marcatori | 34’ Arné |

| Arbitro: | Steffon Dewar |

|          |           |                                         |
| Arné 31’ | Marcatori | 26’ Williams 35’ Sawyers 89’ Panayiotou |

| Arbitro: | Benjamín Pineda |

|                    |           |  |
| Freeman 45+1’, 80’ | Marcatori |  |

## Gruppo C

### Classifica
| Squadra     | Pt | G | V | N | P | GF | GS | DG |
| ----------- | -- | - | - | - | - | -- | -- | -- |
| Saint Lucia | 12 | 4 | 4 | 0 | 0 | 8  | 2  | +6 |
| Anguilla    | 2  | 4 | 0 | 2 | 2 | 2  | 5  | -3 |
| Dominica    | 2  | 4 | 0 | 2 | 2 | 2  | 5  | -3 |

### Risultati
| The Valley 2 giugno 2022, ore 16:00 UTC-4 | Anguilla        | 0 – 0 referto | Dominica | Raymond E. Guishard Technical Centre\| Arbitro: \| Tristley Bassue \| |
| Arbitro:                                  | Tristley Bassue |               |          |                                                                       |

| Arbitro: | Sherwin Johnson |

|         |           |              |
| Wade 4’ | Marcatori | 57’ Guishard |

| Arbitro: | Odette Hamilton |

|  |           |                |
|  | Marcatori | 54’ Macfarlane |

| Arbitro: | Kwinsi Williams |

|                        |           |  |
| Remy 44’ Frederick 60’ | Marcatori |  |

| Arbitro: | Moeth Gaymes |

|               |           |                          |
| Carpenter 78’ | Marcatori | 18’ Remy 45+2’ President |

| Arbitro: | Myriam Marcotte |

|                                  |           |            |
| President 19’ Frederick 40’, 62’ | Marcatori | 84’ Thomas |

## Gruppo D

### Classifica
| Squadra                   | Pt | G | V | N | P | GF | GS | DG  |
| ------------------------- | -- | - | - | - | - | -- | -- | --- |
| Porto Rico                | 12 | 4 | 4 | 0 | 0 | 17 | 2  | +15 |
| Isole Cayman              | 2  | 4 | 0 | 2 | 2 | 3  | 10 | -7  |
| Isole Vergini Britanniche | 2  | 4 | 0 | 2 | 2 | 3  | 11 | -8  |

### Risultati
| Arbitro: | Nima Saghafi |

|            |           |             |
| Caesar 63’ | Marcatori | 82’ Conolly |

| Arbitro: | Rubiel Vazquez |

|                   |           |            |
| Ebanks 25’ (rig.) | Marcatori | 46’ Wilson |

| Arbitro: | Sergio Reyna |

|  |           |                                      |
|  | Marcatori | 23’, 64’ (rig.) Angking 84’ Valentin |

| Arbitro: | Germán Martínez |

|                                                    |           |  |
| Ríos 12’ Rivera 15’ (rig.), 39’, 49’, 51’ Díaz 31’ | Marcatori |  |

| Arbitro: | Reon Radix |

|                   |           |                                    |
| Forbes 36’ (rig.) | Marcatori | 44’ Antonetti 46’ Vega 90+4’ Silva |

| Arbitro: | Ekaterina Koroleva |

|                                           |           |                 |
| Rivera 2’, 70’ Díaz 40’ Burgos 89’, 90+2’ | Marcatori | 85’ Studenhofft |

## Statistiche

### Classifica marcatori
8 reti
- Gerwin Lake (1 rig.)

6 reti
- Ricardo Rivera (1 rig.)

5 reti
- Ayrton Cicilia

4 reti
- Billy Forbes

3 reti
- Kurt Frederick

- Junior Paul

2 reti
- Terence Groothusen
- Jonathan Libania
- Guillermo Montero
- James Charles Mack (1 rig.)
- Isaac Angking (1 rig.)

- Joel Burgos
- Gerald Díaz
- Keithroy Freeman
- Gregson President

- Andrus Remy
- Pierre-Bertrand Arné
- Kay Gerritsen (1 rig.)
- Sergio Hughes

1 rete
- Lamar Carpenter
- Jonathan Guishard
- Gregor Breinburg (1 rig.)
- Javier Alejandro Jiménez Paris
- Benjamin Maria
- Quincy Hoeve
- Christopher Isenia
- Berry Sonnenschein
- Briel Thomas
- Julian Wade
- Jamie Browne
- Karson Kendall
- Orion Mills

- Troy Caesar
- Tyler Forbes (1 rig.)
- Jamie Wilson
- Syrus Conolly
- Jonah Ebanks (1 rig.)
- Gunnar Studenhofft
- Leandro Antonetti
- Darren Ríos
- Ian Silva
- Zarek Valentin
- Devin Vega
- Carlos Bertie
- Kalonji Clarke

- Vinceroy Nelson
- Harry Panayiotou
- Romaine Sawyers
- Omari Sterling-James
- Tiquanny Williams
- Jevick Macfarlane
- Chovanie Amatkarijo
- Jeroen Cox
- T-Shawn Illidge
- Kymani Jacobs
- Ties Kerssies
- Jeff Beljour
- Karl Shand Jr.

Autoreti
- Quincy Hoeve (1, pro  Sint Maarten)

- Rogyaer Michiel (1, pro  Sint Maarten)

- Quinn Farrell (1, pro  Turks e Caicos)